# 말라 기브스

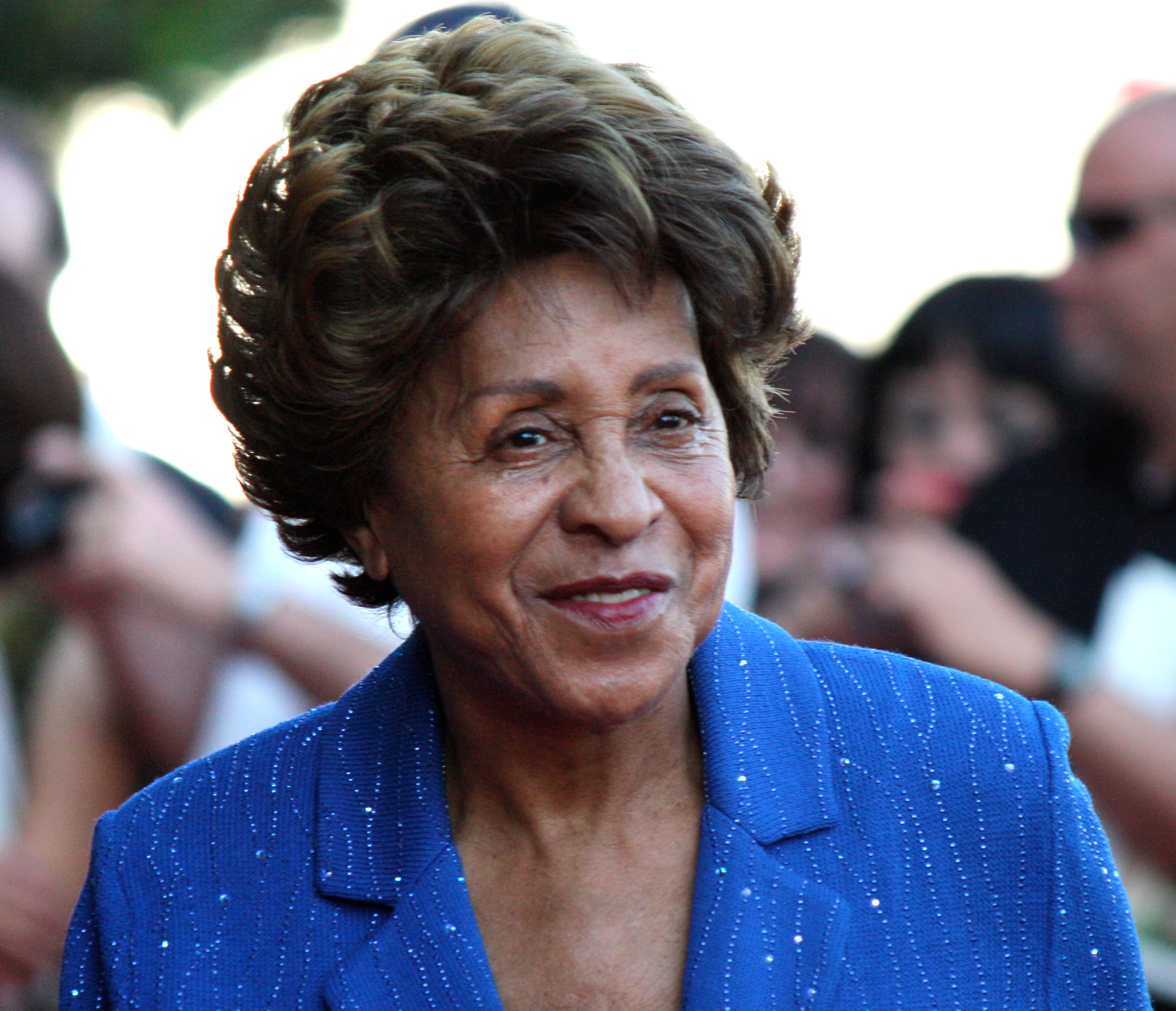

말라 기브스(Marla Gibbs, 1931년 6월 14일 ~ )는 미국의 싱어송라이터, 영화 제작자, 각본가, 배우, 성우이다.

## 출연 작품
- 유성맞은 슈퍼맨 (1993, The Meteor Man)
- 릴리의 선택 (1994, Lily in Winter)
- 보더 투 보더 (1998, Border to Border)
- Foolish (1999)
- 로스트 & 파운드 (1999)
- 비지트 (2000, The Visit)
- 브라더스 (2001, The Brothers)
- 마데아: 증인보호프로그램 (2012) - 하티 역
- 그랜섬 앤 로즈 (2014, Grantham & Rose) - 로즈 프라이스 역
- 레몬 (2017, Lemon)
- 스탠바이, 웬디 (2017) - 로즈 역